# Мефистофель и Маргарита
«Мефисто́фель и Маргари́та» (англ. Mephistopheles and Margaretta) — двойная скульптура неизвестного французского скульптора XIX века из собрания музея Салар Джанг, Хайдарабад, Индия.

## История
Скульптура была создана неизвестным французским автором во второй половине XIX века и приобретена премьер-министром Хайдарабада Миром Турабом Али Ханом (Салар-Джангом I) в 1876 году во время его пребывания во Франции. После открытия в 1951 году музея Салар Джанг скульптура стала одним из самых известных его экспонатов, она находится в разделе европейского искусства (галерея № 16).

## Описание
Скульптура вырезана из единого куска дерева сикаморы и представляет собой двойную человеческую фигуру в полный рост — её высота составляет 177,2 см. С одной стороны скульптура представляет собой изображение мужчины в плаще с капюшоном, высоких сапогах и с самодовольной ухмылкой на лице. С другой — изображение смиренно склонившейся женщины с опущенными глазами и молитвенником в руке. Скульптура повёрнута к зрителям изображением мужчины, а для того, чтобы они могли одновременно видеть и вторую фигуру, позади помещено зеркало. Критики отмечают реалистичность работы и высокий профессионализм её неизвестного автора. То есть в произведении искусства сочетаются с одной стороны Зло (Мефистофель), а с другой Невинность (Маргарита).

## Сюжет
Сюжет скульптуры восходит к старинной немецкой легенде о духе зла Мефистофеле и докторе Фаусте, продавшем ему свою душу. Наиболее известной литературной обработкой сюжета является поэма Иоганна Вольфганга фон Гёте «Фауст» (1807). У Гёте Мефистофель помогает Фаусту соблазнить красивую и невинную девушку Гретхен (сокращённое от имени «Грета», которое в свою очередь является сокращением от «Маргарита»), которая рожает внебрачного сына Фауста. Брошенная Фаустом Гретхен топит ребёнка и попадает в тюрьму за убийство.